# 岩瀬弘士郎
岩瀬 弘士郎（いわせ こうしろう、1946年〈昭和21年〉- ）は、北海道出身の日本の実業家。雪印食品(現・雪印メグミルク)代表取締役社長、代理清算人を歴任した。 

## 経歴
1969年（昭和44年）、帯広畜産大学畜産学部卒業後雪印食品に入社。1999年（平成11年）、同社取締役に就任。2000年（平成12年）、同社取締役グロサリー事業本部海外商品部長に就任。2001年（平成13年）、同社常務取締役グロサリー事業本部本部長に就任。2002年（平成14年）1月には関西ミートセンター牛肉偽装事件を受けて引責辞任した同社の吉田升三社長の後任として、代表取締役社長に就任。同年4月、同社の業績悪化に伴い事業を断念して会社を解散。同社清算人会を設置し、代表清算人に就任。2005年（平成17年）の8月12日に雪印食品の清算が完了し、雪印食品株式会社がなくなると共に同社の代表清算人を退任。